# K.O. (canção)
"K.O." é uma canção do cantor e drag queen brasileiro Pabllo Vittar, lançada como terceiro single de seu álbum de estreia Vai Passar Mal (2017). A canção foi escrita por Rodrigo Gorky, Maffalda e Pablo Bispo. Foi lançada em 11 de janeiro de 2017 pela gravadora independente BMT Produções Artísticas. O videoclipe foi lançado com direção de João Monteiro e conta com a participação de Malcolm Matheus, que faz parte do elenco do programa Amor & Sexo. Também entrou para a trilha sonora da novela O Outro Lado do Paraíso (2017).

## Lançamento
A faixa foi lançada oficialmente em 19 de abril de 2017. Na plataforma de streaming de músicas, Spotify, a canção alcançou mais de 30 milhões de audições e se tornou a canção mais bem-sucedida de um artista drag queen e alcançou a primeira posição entre as músicas mais tocadas em julho de 2017.

## Desempenho comercial
Sem gravadora até então, "K.O." enfrentou dificuldade para entrar em rádios do país, portanto com sua popularidade na internet com várias menções e covers, a canção acabou sendo veiculada por sua demanda. Com isso, "K.O." estreou nas paradas brasileiras da Billboard Brasil, Brasil Hot 100 Airplay e Brasil Hot Pop & Popular nas posições 78 e 16, respectivamente. Após meses nestas paradas, a canção alcançaram novas posições, sendo estas 58 e 8, também respectivamente. "K.O." também apareceu na posição de número 20 no Top 50 Streaming, da Pro-Música Brasil.
Com "K.O.", "Corpo Sensual" e "Sua Cara", Pabllo tornou-se o primeiro artista a ter 3 músicas simultaneamente no top 5 do Spotify Brasil.

## Divulgação
Vittar estreou o videoclipe de "K.O." no programa TVZ do canal Multishow, onde também fez uma participação como apresentador. Em 9 de agosto, Vittar performou a canção no talk show Encontro com Fátima Bernardes da Rede Globo.

## Vídeo musical
Em 24 de março de 2017 foram feitas as gravações do videoclipe, que conta a direção de João Monteiro, que dirigiu clipes de Aretuza Lovi e Gloria Groove. Malcolm Matheus que integra o balé do programa de televisão Amor & Sexo da Rede Globo, interpreta um lutador de boxe. O videoclipe foi lançado em 19 de abril de 2017 e alcançou em 48 horas, 2 milhões de visualizações. Logo após, "K.O." consagrou-se em pouco tempo como o videoclipe lançado por um artista drag queen mais visto no mundo com 26.1 milhões de visualizações, superando "Todo Dia" com 25.5 milhões.
No dia 11 de agosto de 2017, o videoclipe da canção alcançou a marca de 100 milhões de visualizações no YouTube, tornando Vittar, o primeiro artista drag queen da história a ter um clipe com essa marca, e o único até então.
Em julho de 2020, foram registradas mais de 361 milhões de visualizações presentes no videoclipe, tornando-o o videoclipe solo mais visto de Vittar, até então.

## Lista de faixas
- Download digital e streaming[19][20]

1. "K.O." – 2:35
2. "K.O." (Enderhax Remix) – 4:24

## Prêmios e indicações
| Ano  | Prêmio                                | Indicação                    | Resultado |
| ---- | ------------------------------------- | ---------------------------- | --------- |
| 2017 | Prêmio Multishow de Música Brasileira | Melhor Clipe TVZ             | Indicado  |
| 2017 | Melhores do Ano                       | Música do Ano                | Venceu    |
| 2017 | Troféu APCA                           | Música do Ano                | Indicado  |
| 2017 | Prêmio F5                             | Hit do Ano                   | Indicado  |
| 2017 | Prêmio Gshow                          | Hino do Ano                  | Venceu    |
| 2017 | Troféu Vídeo Show                     | Música mais chiclete de 2017 | Venceu    |
| 2017 | Prêmio Contigo! Online                | Hit do Ano                   | Indicado  |
| 2017 | Prêmio Contigo! Online                | Clipe do Ano                 | Indicado  |
| 2018 | Capricho Awards                       | Hit Nacional                 | Venceu    |
| 2018 | Troféu Internet                       | Melhor Música                | —         |
| 2019 | Prêmio Extra de Televisão             | Melhor Tema de Novela        | Venceu    |

## Desempenho nas tabelas musicais
| Tabela musical (2017–18)   | Melhor posição |
| -------------------------- | -------------- |
| Brasil (Hot 100 Airplay)   | 91             |
| Brasil (Hot Pop & Popular) | 98             |
| Brasil (Top 50 Streaming)  | 8              |

## Vendas e certificações
| Região                                                                                             | Certificação | Vendas   |
| -------------------------------------------------------------------------------------------------- | ------------ | -------- |
| Brasil (Pro-Música Brasil)                                                                         | Diamante     | 300,000* |
| *números de vendas baseados somente na certificação ^distribuições baseadas apenas na certificação |              |          |